# Øvre Schlesiske Metropolforening
Øvre Schlesiske Metropolforening (polsk: Górnośląski Związek Metropolitalny) er en foreslået union af byer i den historiske region Øvre Schlesien i det sydlige Polen ved floderne Wisła og Oder.